# Tramwaje w San Francisco

Mapa linii lekkiej kolei miejskiej (czarny kolor) i klasycznej linii F (kolor zielony) oraz linii tramwajów linowych (kolor pomarańczowy)

Tramwaje w San Francisco – dwa niezależne systemy komunikacji tramwajowej działające w San Francisco w Stanach Zjednoczonych.
Na dwa systemy tramwajowe składają się:
1. system tramwajów linowych, który tworzą 3 linie – California Street, Powell-Mason oraz Powell-Hyde.
2. system tramwajowy, złożony jest z jednej tradycyjnej linii – F Market & Wharves i siedmiu linii tramwajowych, które łączą w sobie cechy zarówno linii lekkiej kolei miejskiej jak i także tradycyjnego tramwaju – J Church, K Ingleside, L Taraval, M Ocean View, N Judah, S Castro Shuttle, T Third Street.

## System tramwajów linowych

### Historia
Twórcą systemu tramwajów linowych w San Francisco był Andrew Smith Hallidie, który 4 sierpnia 1873 przetestował pierwszy tego typu pojazd na ulicy Clay Street. 1 września 1873 firma Clay Street Hill Railroad uruchomiła pierwszą stałą linię tramwaju. W latach 1877–1889 powstało wiele innych linii tramwajowych tego typu obsługiwanych przez 8 niezależnych przedsiębiorstw. W tym czasie zbudowano łącznie 53 mile torów, które pokrywały niemal wszystkie dzielnice San Francisco. 18 kwietnia 1906 wielkie trzęsienie ziemi oraz spowodowany nim pożar zniszczyły miasto, a także prawie całą sieć tramwajów linowych. Na ich miejscu uruchomiono sieć tradycyjnych tramwajów elektrycznych (ang. streetcar) oraz trolejbusów (ang. trolley-coach).
W 1947 burmistrz Roger Lapham zażądał zlikwidowania wszystkich linii tramwajów linowych opierając się na raporcie, z którego wynikało, że ten rodzaj transportu publicznego przynosi straty i lepiej zastąpić go tańszym transportem autobusowym obsługiwanymi przez miasto. Zawiązany lokalny komitet w celu obrony tramwajów linowych, skutecznie przeciwstawił się decyzji burmistrza. Od tego czasu system tramwajów linowych z ulicy Powell Street jest obsługiwany przez miejskiego przewoźnika. W latach pięćdziesiątych XX wieku likwidacji uległo kilka mniejszych linii, a pozostałe uległy reorganizacji. Od tej pory wszystkie działające linie są podłączone do jednej siłowni na skrzyżowaniu ulic Washington Street i Mason Street. 1 października 1964 tramwaj linowy został uznany za „ruchomy”, historyczny obiekt o znaczeniu narodowym dla Stanów Zjednoczonych. Od 1982 do 1984 system został poddany generalnemu remontowi, a 21 czerwca 1984 roku oddano unowocześniony system do użytku mieszkańców i w tej formie działa on do dzisiaj.

### Linie
- linia California Street ciągnie się wzdłuż ulicy California Street, od dzielnicy finansowej przez Chinatown i Nob Hill do stacji na ulicy Van Ness Avenue.
- linia Powell-Mason rozpoczyna swój bieg na skrzyżowaniu ulic Powell Street i Market Street i ciągnie się w kierunku zatoki. Na szczycie Nob Hill spotyka się z linią California Street, a swój bieg kończy przy Fisherman's Wharf.
- linia Powell-Hyde rozpoczyna się również u zbiegu ulic Powell Street i Market Street, ale dalej skręca do Russian Hill i kończy swój bieg na placu Ghiradelli Square.

## System tramwajowy

### Linie

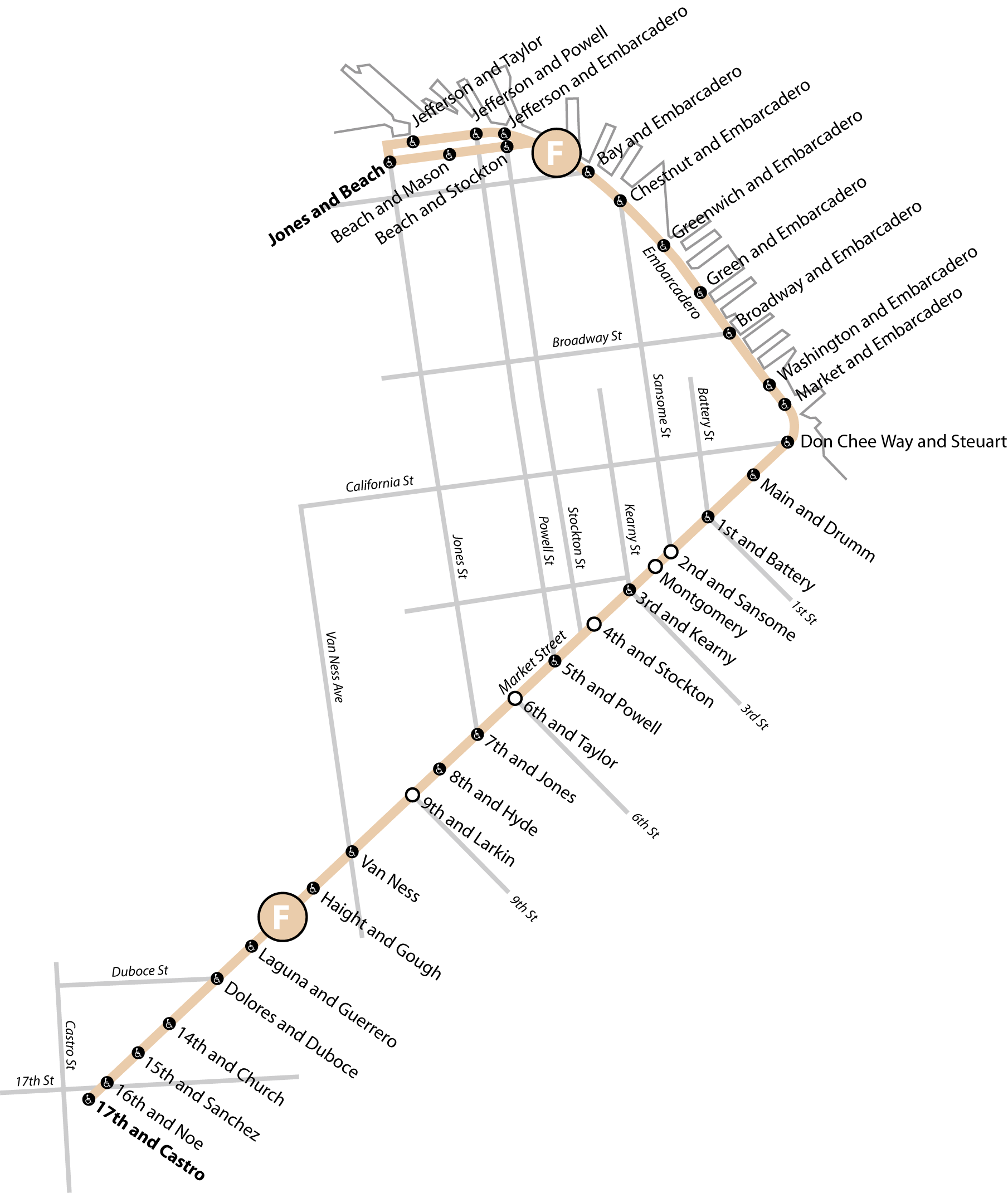
Plan tradycyjnej linii tramwajowej F Market & Marves

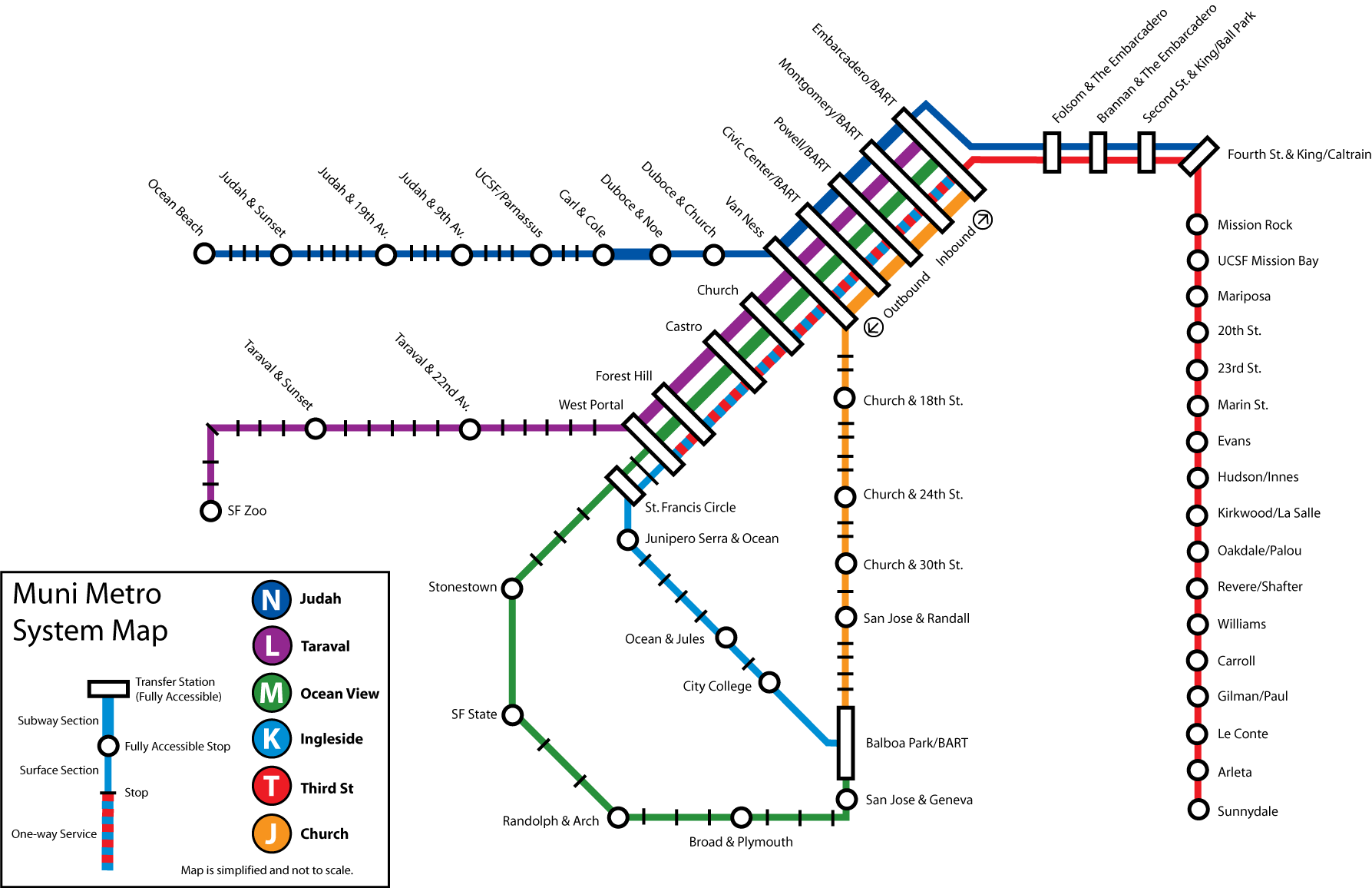
Schemat sieci tramwajowej/lekkiej kolei Muni Metro

Współcześnie sieć tramwajowa złożona jest z ośmiu linii:
- F: Jones St & Beach St – Market Street – 17th St & Castro St
- J: Metro Embarcadero Station – Market Street - Noe Valley - Balboa Park BART
- K/T: (K:) Balboa Park BART – Ocean Avenue – (T:) West Portal – Castro – Market Street – Downtown (Embarcadero) – Caltrain Station – Bayview – Third Street/Gilman/Paul
- L: Metro Embarcadero Station – Market Street – Castro – Wawona/46th Avenue/SF Zoo
- M: Metro Embarcadero Station – Market Street – Castro – West Portal – San Francisco State Univercity – Ocean View – San Jose Ave & Geneva Ave
- N: King St & 4th St – Downtown (Embarcadero) – Market Street – Judah/La Playa/Ocean Beach
- S: Metro Embarcadero Station – Market Street – West Portal/Sloat/St Francis Circle (linia szczytowa)
- T/K: (T:) Third Street/Gilman/Paul – Bayview - Caltrain Station – (K:) (Downtown) Embarcadero – Market Street – Castro – West Portal – Ocean Avenue – Balboa Park BART

### Tabor w regularnej eksploatacji[1]

#### Tabor liniowy
| Typ        | Zdjęcie | Liczba |
| ---------- | ------- | ------ |
| Breda LRV  |         | 151    |
| PCC        |         | 55     |
| Peter Witt |         | 10     |

#### Tabor techniczny
| Typ                 | Zdjęcie | Liczba | Uwagi                                                                        |
| ------------------- | ------- | ------ | ---------------------------------------------------------------------------- |
| ?                   | [ 2 ]   | 1      | Dwukierunkowy, czteroosiowy wagon roboczy nr #C 1, wyprodukowany w roku 1916 |
| Hammond Muni Type G |         | 1      | Holownik nr boczny #C3                                                       |
| Peter Witt          |         | 1      | Wagon do nauki jazdy nr boczny #1834                                         |
|                     | [ 4 ]   | 1      | Wagon wieżowy nr boczny #1304, został wyprodukowany w 1901 roku              |

### Tabor w nieregularnej eksploatacji

#### Tabor muzealny
| Typ                                         | Zdjęcie | Liczba |
| ------------------------------------------- | ------- | ------ |
| Jewett Muni Type B                          |         | 2      |
| MMTB W2-Type                                |         | 2      |
| Boat Car                                    |         | 2      |
| Czteroosiowy wagon silnikowy                |         | 3      |
| MMTB W6-Type                                |         | 1      |
| BN PCC series 7000                          |         | 1      |
| Holman Muni Type A                          |         | 1      |
| Czteroosiowy wagon silnikowy typu St. Louis |         | 1      |
| Dwuosiowy wagon silnikowy typu Hammond      |         | 1      |
| Dwuosiowy wagon silnikowy                   |         | 1      |
| LHB V6                                      |         | 1      |
| F (Kolomna)                                 |         | 1      |